# 노토 마사히토
노토 마사히토(일본어: 能登 正人, 1990년 4월 10일 ~ )는 일본의 축구 선수이다.

## 구단 경력
과거 제프 유나이티드 지바에서 활동하였다.